# Wilhelminasluis (Zaandam)

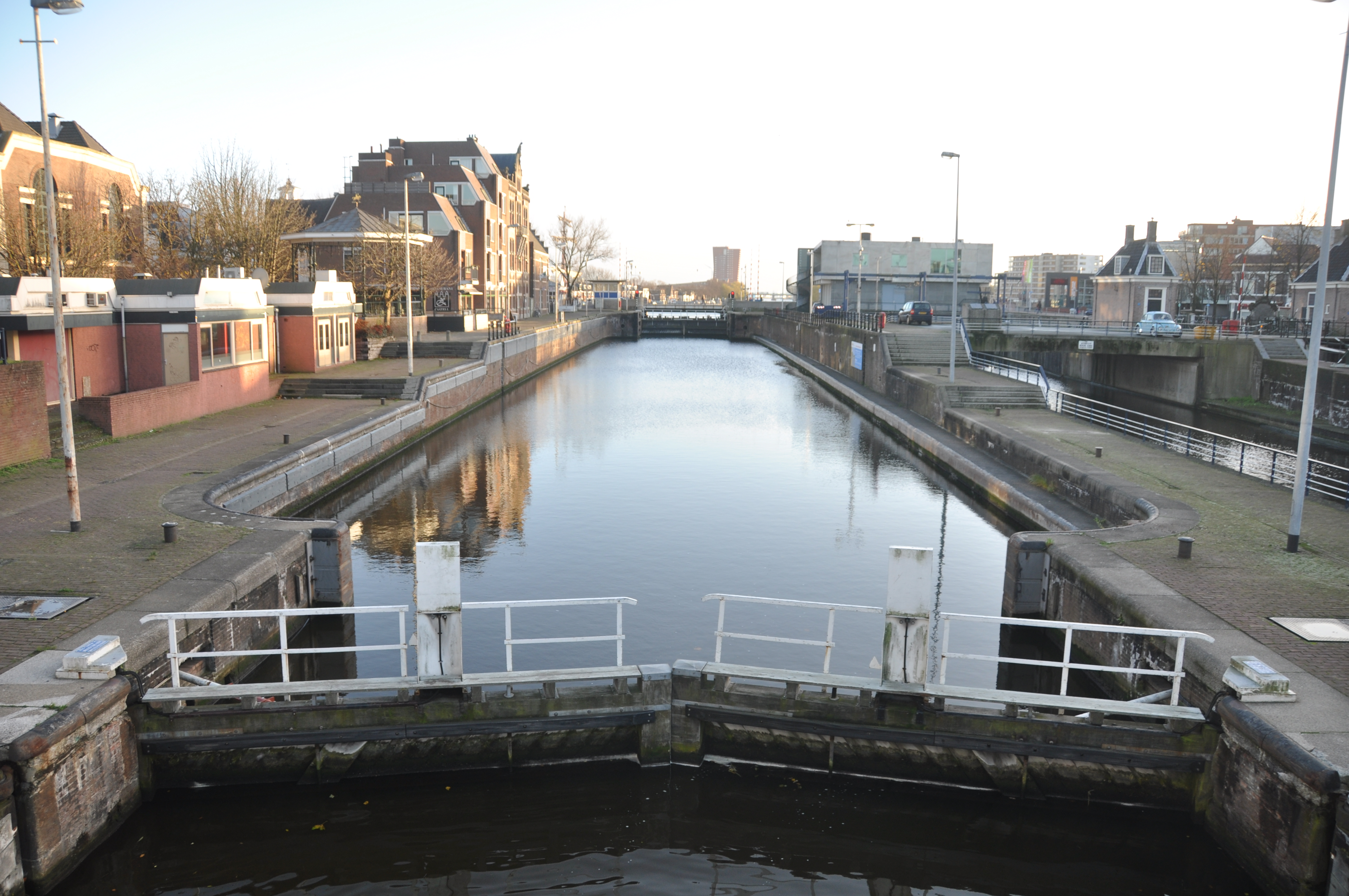
De Wilhelminasluis vóór de ombouw in 2014

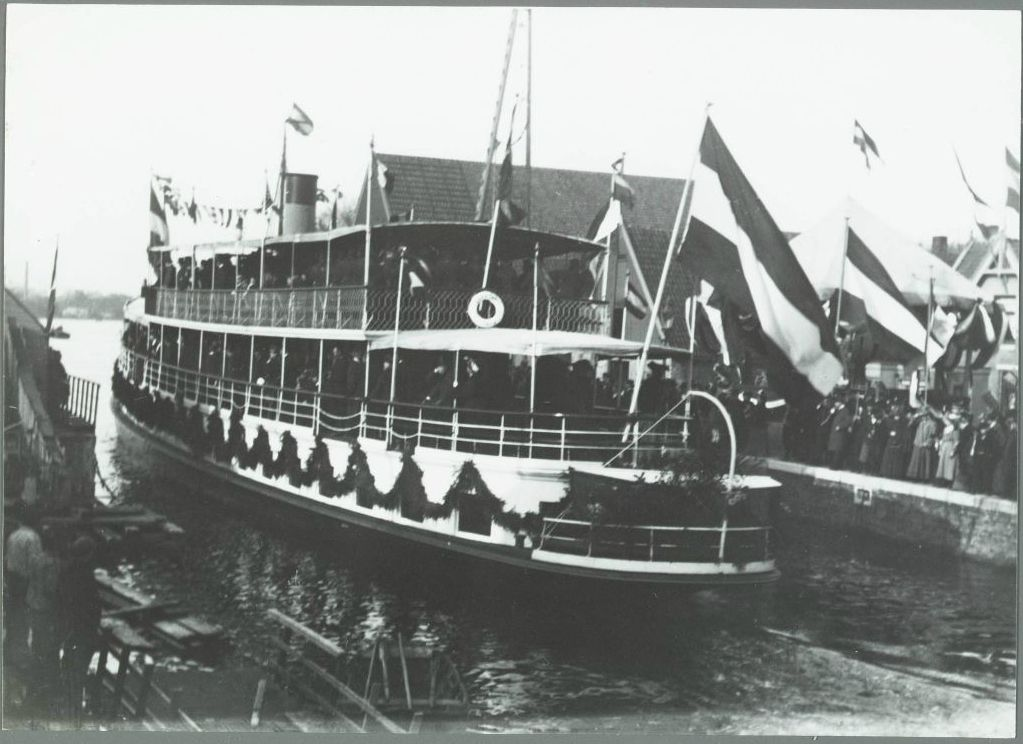
Opening van de sluis in 1903: schutten van de Zaandam I van Rederij Verschure

De Wilhelminasluis in de gemeente Zaanstad is een van de sluizen, een schutsluis met puntdeuren tussen de Voorzaan en de Achterzaan of Binnenzaan, CEMT-klasse Va.
De sluis is 120 m lang, schutkolklengte 116,80 m, wijdte 11,50 m tussen de sluishoofden. De kolk is breder. Diepte sluisdrempel zuidzijde KP -3,40m, noordzijde KP -3,12 m.
De sluis is per marifoon aan te roepen op marifoonkanaal 20.

## Geschiedenis
In de Hoge Dam waren in 1722 sluizen gebouwd, die gaandeweg te klein werden. Voor de grote schepen werd een overtoom aangelegd. Door de aanleg van het Noordzeekanaal tussen 1879 en 1884, met name het graven van Zijkanaal G, en door de groeiende industrie langs de Zaan werden grotere sluizen noodzakelijk.
De Duikersluis en de Kleine Sluis werden vervangen. De start was in 1900. De eerstesteenlegging geschiedde in de zomer van 1902 door wethouder Latenstein. Bij de gedenksteen werd een koker met een gedicht van de hand van een van de architecten, J.G. van Niftrik ingemetseld: 

Wie mij in mijne enge kluis

Zal vinden in deze grote sluis

Die kan aan heel het volk verkonden

Dat van dees’ sluis, de eerste steen

Van al die twee miljoen en een

Gelegd werd in cement, zeer fijn

Door den heer Pieter Latenstein

Wethouder van Zaandam

31 juli 1902 te Zaandam
De sluis kreeg een brede brug over het zuidelijk hoofd, de Wilhelminabrug, waarop twee rijtuigen elkaar konden passeren. Tegenwoordig een basculebrug met wijdte van 12 m en een hoogte in gesloten stand KP +2,60/2,96 m. Over het noordelijk hoofd ligt de Beatrixbrug, een basculebrug met een wijdte van 12 m en een hoogte in gesloten stand van KP +2,93/3,13 m.
De sluis werd formeel door koningin Wilhelmina in bedrijf gesteld op 24 oktober 1903 door er met de salonboot ZAANDAM I te schutten.

## Ombouw
De provincie Noord-Holland heeft de eigendom van de sluis overgenomen en in 2013 opdracht gegeven om de sluis en de bruggen te vernieuwen. De Wilhelminasluis is te klein en verkeert bovendien in een slechte bouwkundige- en technische staat. Renovatie van de bestaande sluis lost de problemen niet op. Daarom heeft de provincie gekozen voor vernieuwing van de sluis, inclusief de naastgelegen Wilhelmina- en Beatrixbrug. De nieuwe sluis wordt 156 meter lang, 14 meter breed en 4,70 meter diep. Daarmee wordt de Wilhelminasluis beter toegankelijk voor schepen van CEMT-klasse Va (110 x 11,40 meter). In de eerste plannen zou het project uiterlijk mei 2015 zijn afgerond.
Al snel kwamen problemen aan het licht. De bouwwerkzaamheden aan de sluiskolk liggen al sinds 2014 stil vanwege een meningsverschil tussen de aannemer Heijmans en de opdrachtgever provincie Noord-Holland. Er moest een ander, duurder, ontwerp komen en over de extra kosten hebben de provincie en Heijmans geen overeenstemming bereikt. In de zomer van 2017 bleken er trillingen te ontstaan in een nabijgelegen flat toen een schip tegen de sluiswand stootte. Vanaf 28 juli 2017 is een breedtebeperking ingesteld voor schepen die de sluis passeren. De uiterste maten zijn teruggebracht naar maximaal 86 meter lengte en 9,50 meter breedte (CEMT-klasse IV) voor regulier verkeer.

## Foto's

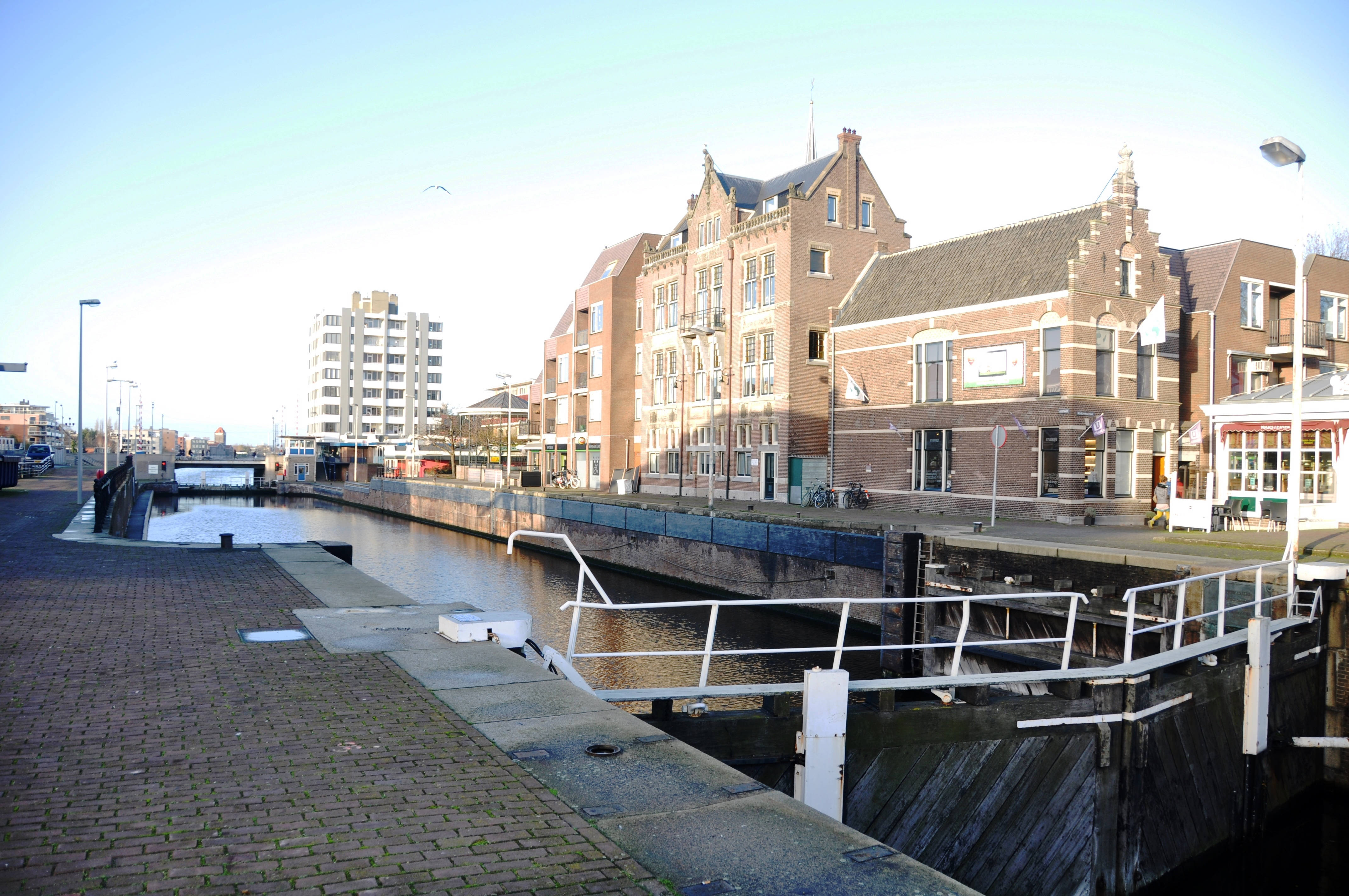
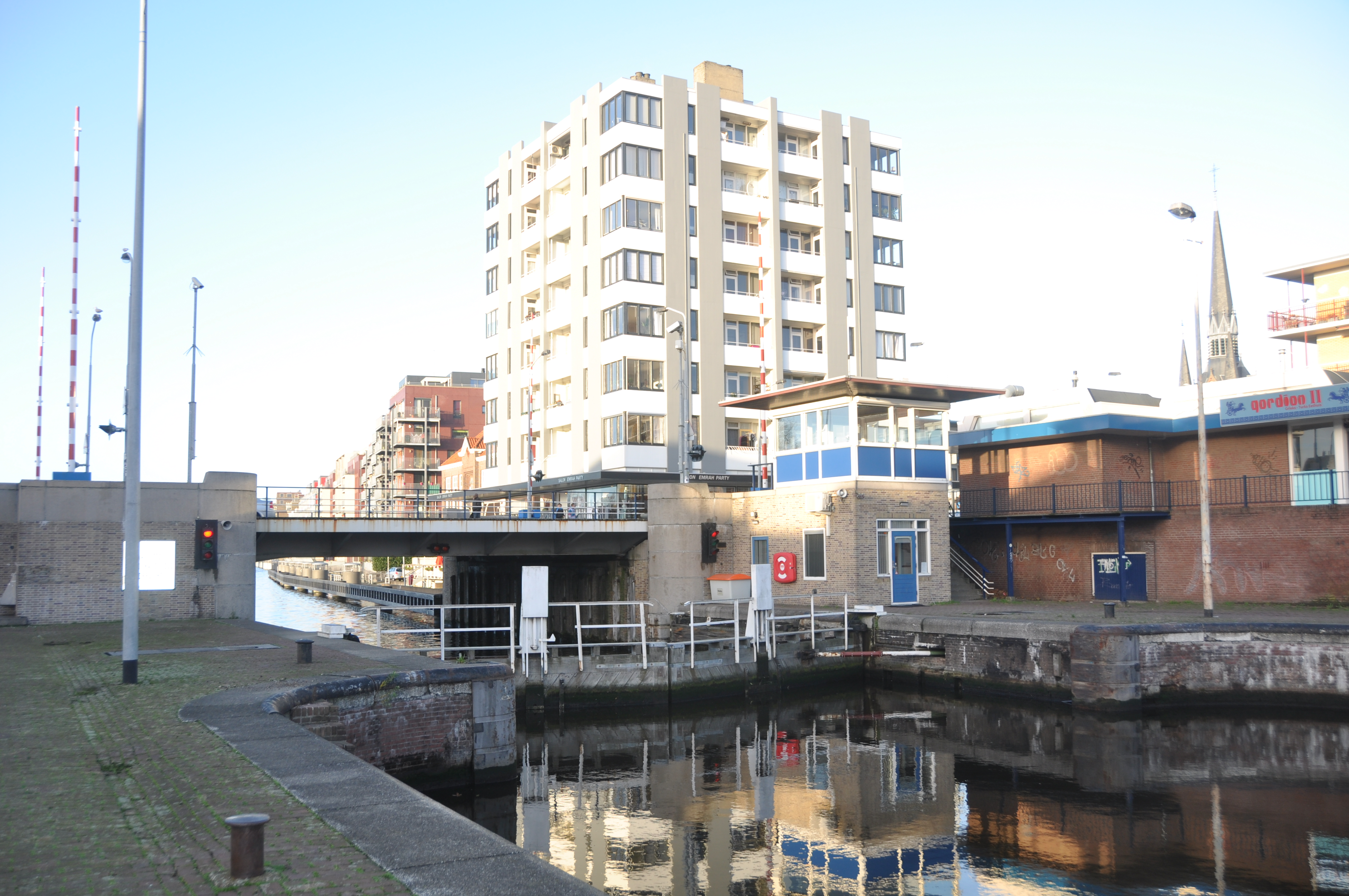
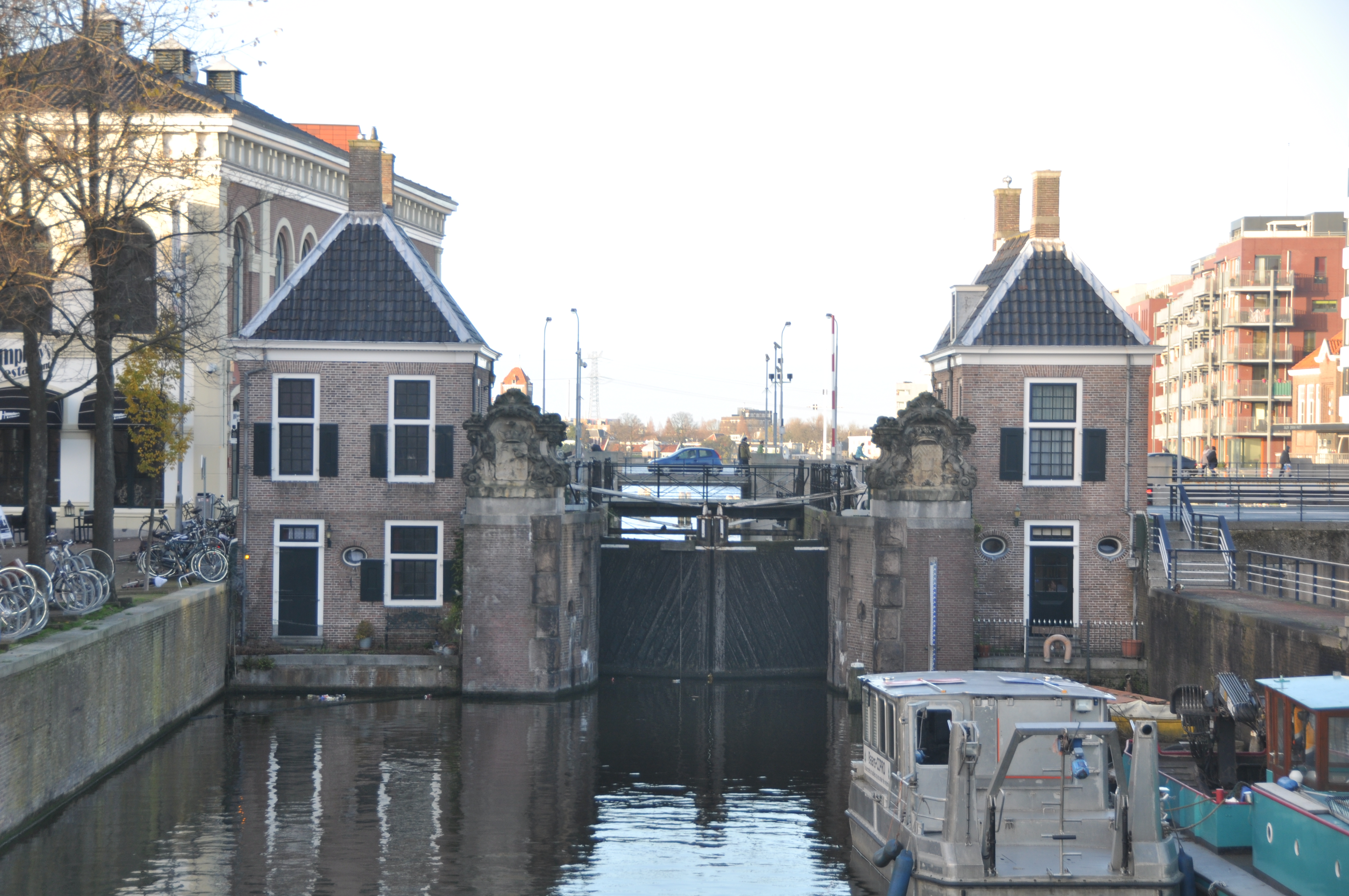
De Hondsbossche Sluis, ten westen van de Wilhelminasluis, is in het vaarseizoen in bedrijf.